# Deba Wieland

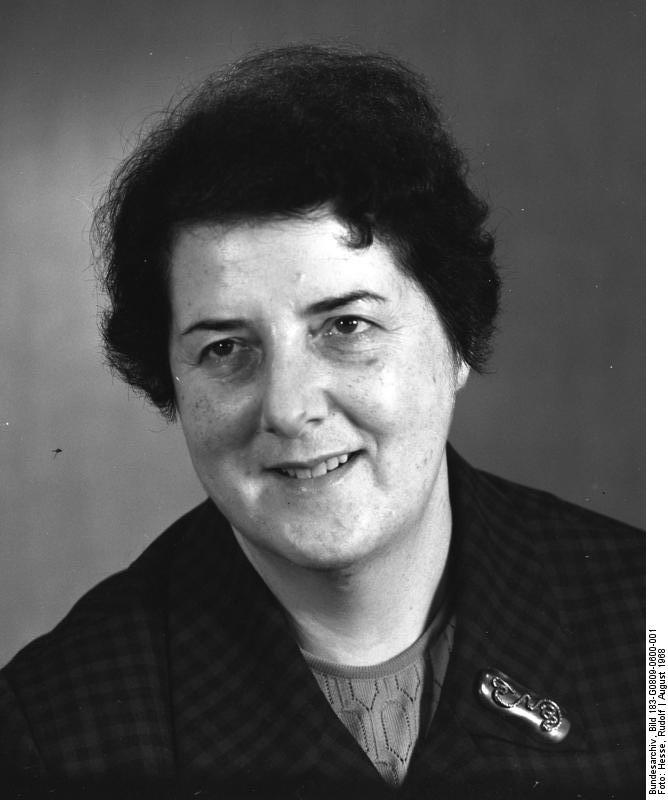
Deba Wieland im August 1968

Deba Wieland, geborene Raschkess (* 25. März 1916 in Moskau; † 16. Dezember 1992 in Berlin) war eine deutsche Journalistin.

## Leben

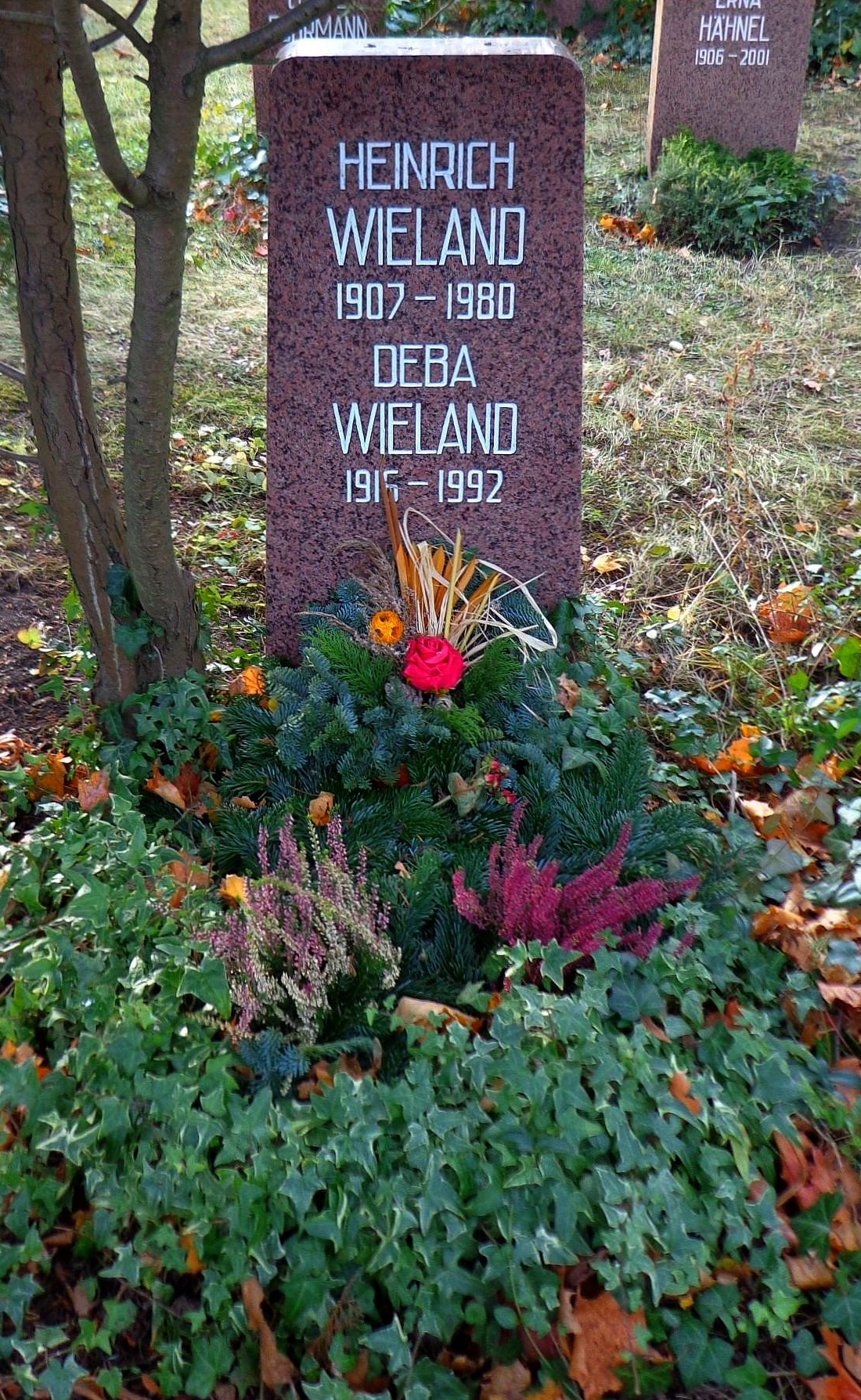
Grabstätte

Deba Raschkess wuchs in Riga auf, wo sie 1933 Abitur machte. Sie studierte in Straßburg und Brüssel Gebrauchsgrafik und arbeitete 1933 bis 1934 an der deutschsprachigen Zeitung „Frau als Kämpferin“ in Straßburg. 1936 nahm sie – wie ihr Ehemann Heinz Wieland (1907–1980) – am spanischen Bürgerkrieg teil. 1939 bis 1946 lebte sie in der Sowjetunion. Im sowjetischen Nachrichtenbüro in Berlin arbeitete sie bis 1949 als Redakteurin und Chefredakteurin. Danach war sie bis 1951 1. stellvertretende Leiterin des Amtes für Information der DDR unter Leitung von Gerhard Eisler und 1952 kurzfristig Instrukteurin im Zentralvorstand der Gesellschaft für Deutsch-Sowjetische Freundschaft. 1952 bis 1977 leitete sie als Generaldirektorin den DDR-Nachrichtendienst ADN, im Jahr 1957 zudem interimistisch den Verband der Journalisten der DDR. 
Ihre Urne wurde im Grab ihres Ehemannes in der Grabanlage Pergolenweg des Berliner Zentralfriedhofs Friedrichsfelde beigesetzt.

## Ehrungen
1976 wurde sie mit der Ehrenspange zum Vaterländischen Verdienstorden in Gold ausgezeichnet. 1984 erhielt sie den Stern der Völkerfreundschaft in Gold und 1986 den Karl-Marx-Orden.